# Implante subcutâneo

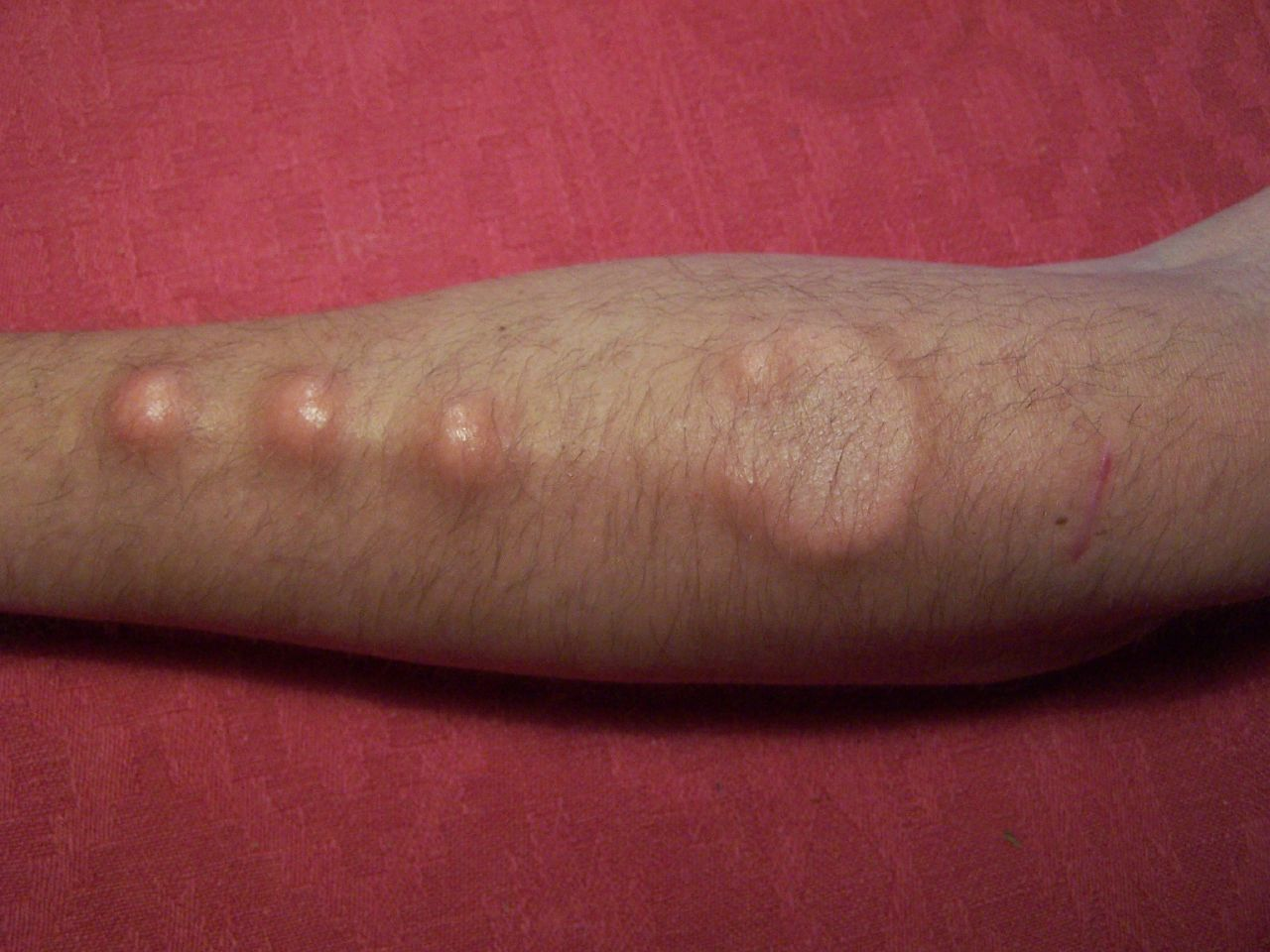
Implante no ante-braço.

Implante subcutâneo é uma técnica de modificação corporal que consiste na inserção de material abaixo da pele, gerando relevo em sua supefície. São utilizados plástico, metal ou silicone, devendo ser de natureza atóxica. Suas formas podem ser as mais variadas: chifres, esferas, estrelas, entre outros.
Existem, no Brasil, lugares específicos para se realizar essa prática de modificação corporal.